# فتاة الكاراتيه (فلم 1973)
فتاة الكاراتيه (بالتركية:Kareteci Kız) ، هو فيلم جريمة وإثارة تركي، أنتج سنة 1973 ، من بطولة فيليز أكين وإيديز هون، وتدور قصة حول بطلة الفيلم تدعى زينب، وهي تسعى للانتقام من قتل والدها وزوجها.

## المقطع الأكثر شهرة
في شهر سبتمبر سنة 2012 ، عرض المقطع على اليوتيوب والذي شاهده أكثر من 16 مليون مشاهد، وهو مشهد قيام الممثلة فيليز أكين (في دور"زينب") بإطلاق النار على خصمها الممثل بولينت قايباس (في دور فوراح) ، ويعد المشهد هو الأسؤا مشهد والذي تم تصويره في السينما التركية، ويصور المشهد من الفيلم قيام بطلة الفيلم بإطلاق النار على فوراح وهو يلتوي بالتصوير البطيء، ويظهر كيس الدم في يده ويعصره على ملابسه لكي توهم المشاهد بأن الدم ناتج عن ضربه بالرصاص.

## وصلات خارجية
- مقالات تستعمل روابط فنية بلا صلة مع ويكي بيانات
- من الفيلم والذي تجاوز عدد مشاهديه نحو 17 مليون مشاهد على يوتيوب